# Aeropuerto de Bata
El Aeropuerto Internacional de Bata es el primer aeropuerto más grande del país africano de Guinea Ecuatorial, después de la inauguración de su nueva terminal de pasajeros, y segundo por flujo de tránsito después del aeropuerto de Malabo. 

## Descripción general

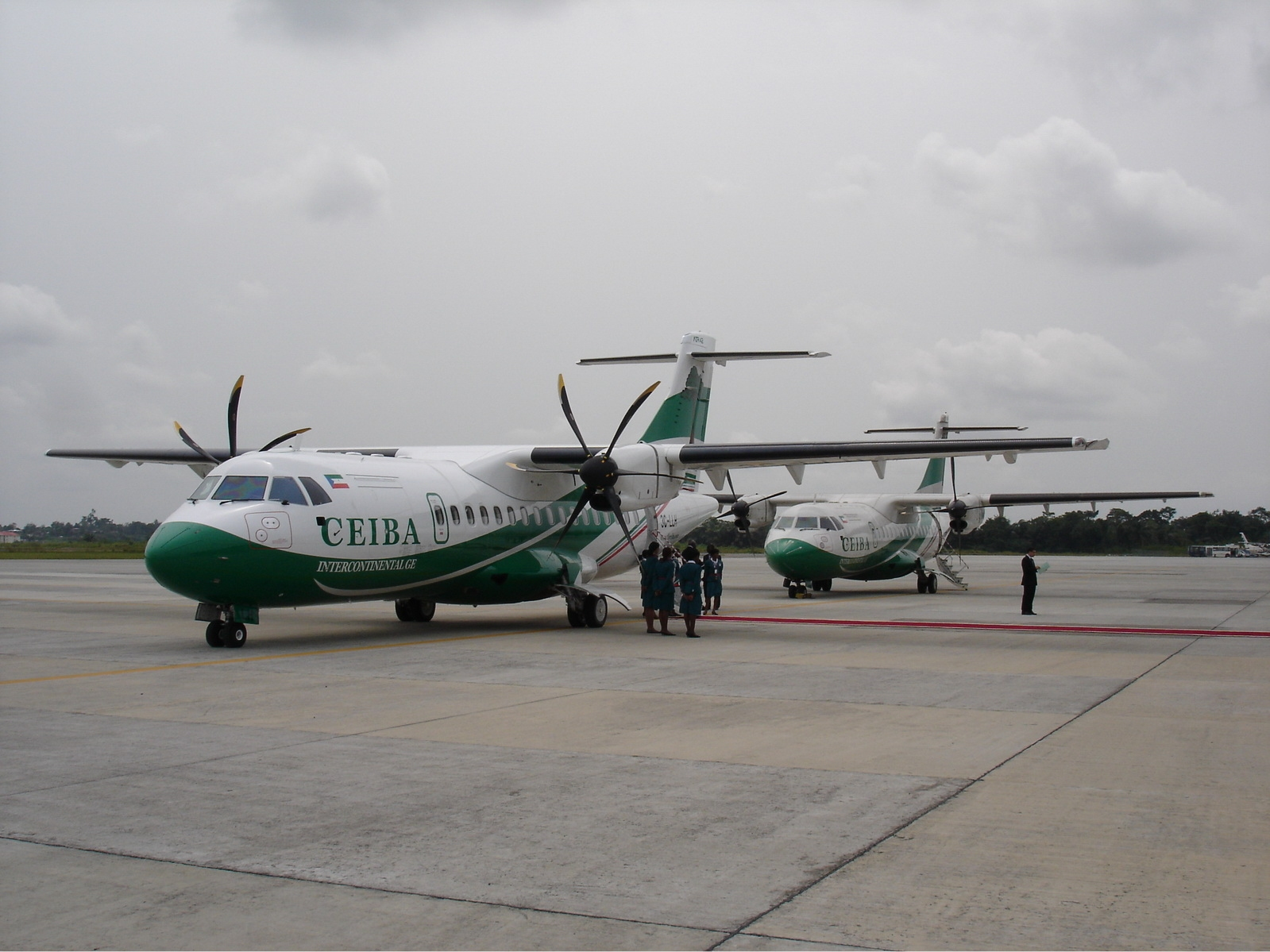
ATR 42 de CEIBA Intercontinental en el aeropuerto de Bata, año 2007.

El aeropuerto de Bata está situado a unos kilómetros hacia el norte de Bata y en la vía hacia el sur por debajo de Utonde. Cuenta con una pista de 3,2 km que opera durante las 24 horas del día y con buena señalización. La aerolínea estatal y otras cuatro empresas privadas constituyen la mayoría de la industria de Bata, transportando pasajeros del aeropuerto internacional de Bioko y de otros aeropuertos nacionales de Annobón y Mongomeyen en Mongomo. También operan compañías y aerolíneas que enlazan Bata con otros destinos africanos como Libreville (Gabón), Doula (Camerún), Cotonú (Benín) y otros.

En el pasado ya hubo vuelos que enlazaban Bata con Europa.

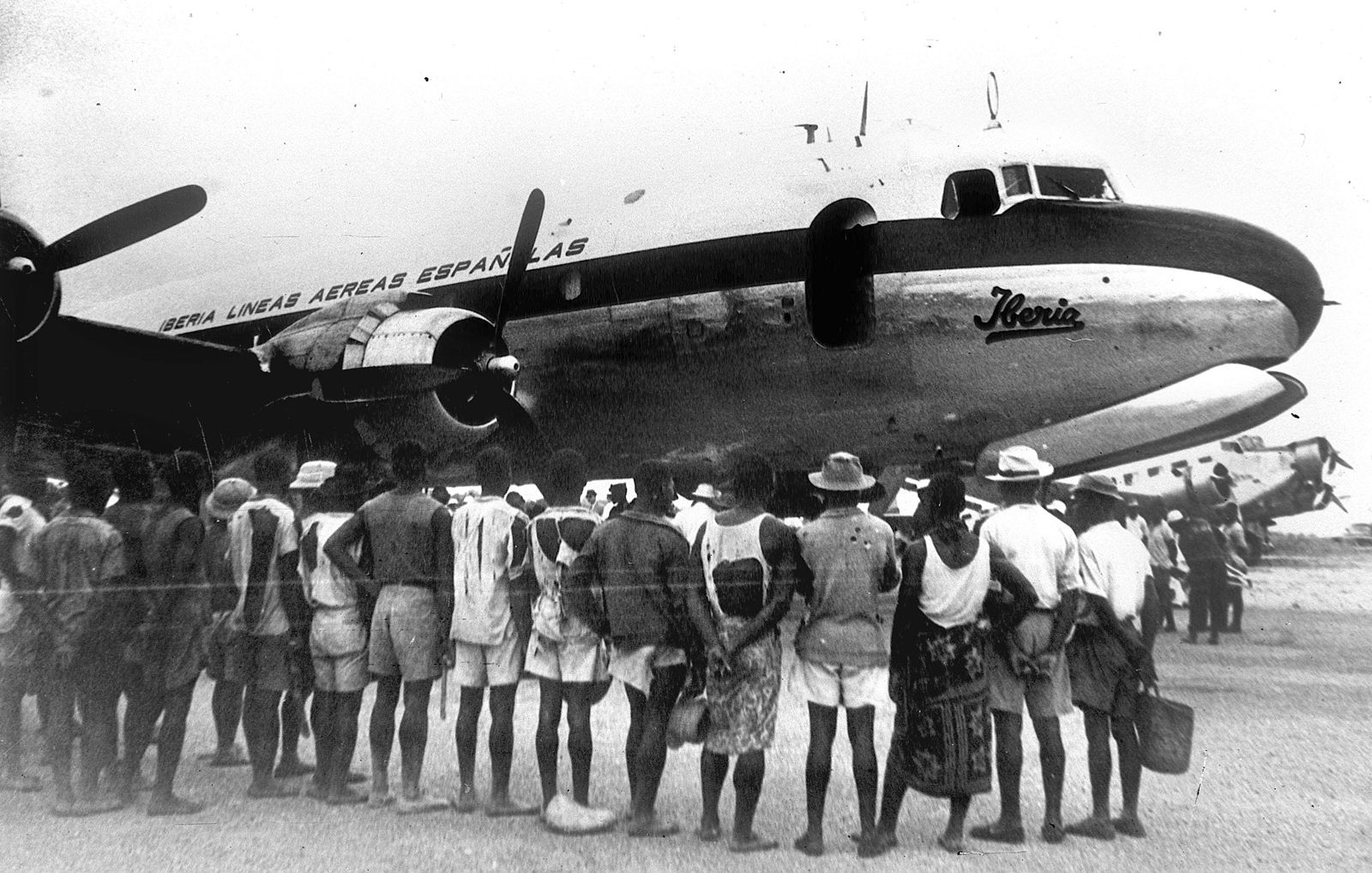
Iberia vuelo inaugural a Bata (Guinea Española), 1941.

El aeropuerto es suficientemente grande para acomodar un Boeing 737. El aeropuerto prestaba servicio a 15.000 pasajeros en 2001. En julio de 2002, todo el personal en el aeropuerto fue detenido para permitir que el líder de la Unión Popular, un partido de oposición, pudiese abordar un vuelo con destino a Gabón. La frecuencia de la torre es de 118,800 MHz (VHF).
En octubre de 2024 fue inaugurada una nueva terminal,  más grande y moderna, con capacidad para albergar 3 millones de pasajeros al año; lo que le convirtió en el aeropuerto más grande de este país africano.

## Aerolíneas y destinos
| Aerolíneas                 | Destinos           |
| -------------------------- | ------------------ |
| CEIBA Intercontinental     | Malabo, Mengomeyén |
| Cronos Airlines            | Cotonú, Malabo     |
| Guinea Ecuatorial Airlines | Malabo             |